# Danh sách trận động đất năm 2024
Dưới đây là danh sách trận động đất năm 2024. Thời điểm động đất xảy ra theo thời gian sẽ được ghi bằng Giờ Phối hợp Quốc tế (UTC). Danh sách chỉ liệt kê trận động đất có cường độ 6.0 richter trở lên (trừ khi có thiệt hại đáng kể).

## So sánh với các năm khác
| Mw        | 2014   | 2015   | 2016   | 2017   | 2018   | 2019   | 2020   | 2021   | 2022   | 2023   | 2024   |
| --------- | ------ | ------ | ------ | ------ | ------ | ------ | ------ | ------ | ------ | ------ | ------ |
| 8.0–9.9   | 1      | 1      | 0      | 1      | 1      | 1      | 0      | 3      | 0      | 0      | 0      |
| 7.0–7.9   | 11     | 18     | 16     | 6      | 16     | 9      | 9      | 16     | 11     | 19     | 10     |
| 6.0–6.9   | 143    | 127    | 131    | 104    | 118    | 135    | 111    | 141    | 117    | 125    | 90     |
| 5.0–5.9   | 1.580  | 1.413  | 1.550  | 1.447  | 1.671  | 1,484  | 1.315  | 2.046  | 1.603  | 1.373  | 1,267  |
| 4.0–4.9   | 15.817 | 13.777 | 13.700 | 10.544 | 12.782 | 11.897 | 12.135 | 14.643 | 13.707 | 12.172 | 11,200 |
| Tổng cộng | 17.552 | 15.336 | 15.397 | 12.102 | 14.589 | 13.530 | 13.572 | 16.849 | 15.438 | 13.689 | 23,456 |

## Theo số tử vong
| Hạng | Tử vong | Mw  | Địa điểm                         | MMI | Chấn tâm (km) | Ngày      | Sự kiện                    |
| ---- | ------- | --- | -------------------------------- | --- | ------------- | --------- | -------------------------- |
| 1    | 504     | 7.5 | Bán đảo Noto, Ishikawa, Nhật Bản | XI  | 10            | 1 tháng 1 | Động đất Bán đảo Noto 2024 |

## Theo độ lớn
| Hạng | Mw  | Tử vong | Địa điểm              | MMI | Chấn tâm (km) | Ngày       | Sự kiện                    |
| ---- | --- | ------- | --------------------- | --- | ------------- | ---------- | -------------------------- |
| 1    | 7.5 | 241     | Ishikawa, Nhật Bản    | IX  | 10            | 1 tháng 1  | Động đất Bán đảo Noto 2024 |
| 2    | 7.0 | 3       | Tân Cương, Trung Quốc | IX  | 13            | 22 tháng 1 | Động đất Tân Cương 2024    |

## Theo tháng

### Tháng 1
- 1 tháng 1: 
  - Ishikawa,  Nhật Bản; cách Anamizu 42 km về phía Đông Bắc, cường độ 7.5 Mw , tâm chấn độ sâu khoảng 10 km, MMI X (Mạnh dữ dội) và JMA 7.[1]
  - Ishikawa,  Nhật Bản; cách Anamizu 4 km về phía Tây Nam, cường độ 6.2 Mw , tâm chấn độ sâu khoảng 10 km, MMI VII (Rất mạnh).[2] Dư chấn Động đất Bán đảo Noto 2024.
  - Tây Java,  Indonesia; cường độ 4.5 Mw , tâm chấn độ sâu khoảng 10 km, MMI V (Khá mạnh).[3] 69 ngôi nhà bị phá hủy, 416 công trình bị hư hại.[4]
- 3 tháng 1: 
  - Ngoài khơi Tây Java,  Indonesia; cách Pelabuhanratu 60 km về phía Tây Nam, cường độ 5.3 Mw , tâm chấn độ sâu khoảng 84,9 km, MMI VI (Mạnh).[5] 4 ngôi nhà bị sập, 17 ngôi nhà và 3 trường học bị hư hại.[6][7][8]
  - Dolnośląskie,  Ba Lan; cách Lubin 14 km về phía Tây Bắc, cường độ 3.4 Mw , tâm chấn độ sâu khoảng 1 km.[9] 6 người bị thương.[10][11]
- 8 tháng 1: Ngoài khơi Bắc Sulawesi,  Indonesia; cường độ 6.7 Mw , tâm chấn độ sâu khoảng 68 km, MMI VI (Mạnh).[12]
- 11 tháng 11: Tỉnh Badakhstan,  Afghanistan; cường độ 6.4 Mw , tâm chấn độ sâu khoảng 206,6 km, MMI IV (Tương đối).[13][14][15]
- 13 tháng 1: Elbasan,  Albania; cường độ 4.4 Mw , tâm chấn độ sâu khoảng 38,7 km, MMI IV (Tương đối).[16] 1 người thiệt mạng ở Lushnjë.[17]
- 14 tháng 1: Açores,  Bồ Đào Nha; cách Fonte do Bastardo 4 km về phía Tây, cường độ 4.9 Mw , tâm chấn đọ sâu khoảng 10 km, MMI V (Khá mạnh).[18] Một số ngôi nhà bị sập và sạt lở đã xảy ra ở Raminho.[19][20][21]
- 18 tháng 1: 
  - Trung Sulawesi,  Indonesia; cách Poso 92 km về phía Đông Đông Bắc, cường độ 5.2 Mw , tâm chấn độ sâu khoảng 46,8 km, MMI IV (Tương đối).[22] Một số ngôi nhà bị sập tại huyện Tojo Una-Una.[23]
  - Ngoài khơi Vavaʻu,  Tonga; cách Fangaleʻounga 147 km về phía Tây Bắc, cường độ 6.4 Mw , tâm chấn độ sâu khoảng 219,3 km, MMI IV (Tương đối).[24]
- 19 tháng 1: Valle del Cauca,  Colombia; cách Cartago 5 km về phía Đông Nam, cường độ 5.6 Mw , tâm chấn độ sâu khoảng 60,7 km, MMI VII (Rất mạnh).[25] 1 người chết, 1 người bị thương.[26][27]
- 20 tháng 1:
  - Ngoài khơi đảo Pagan,  Quần đảo Bắc Mariana; cách Saipan 369 km về phía Bắc, cường độ 6.1 Mw , tâm chấn độ sâu khoảng 184 km, MMI IV (Tương đối).[28]
  - Amazonas,  Brasil; cách Tarauacá 124 km về phía Tây Bắc, cường độ 6.6 Mw , tâm chấn độ sâu khoảng 614,5 km, MMI III (Nhẹ).[29]
  - Sống núi Tây Nam Ấn Độ; cường độ 6.2 Mw , tâm chấn độ sâu khoảng 10 km.[30]
- 22 tháng 1: Tân Cương,  Trung Quốc; cường độ 7.0 Mw , tâm chấn độ sâu khoảng 13 km, MMI IX (Uy hiếp).[31] 3 người chết, 74 người bị thương, hơn 12.400 người dân phải sơ tán.[32][33]
- 23 tháng 1: Ngoài khơi tỉnh Shefa,  Vanuatu; cách Port Vila 40 km về phía Tây Nam, cường độ 6.3 Mw , tâm chấn độ sâu khoảng 31 km, MMI V (Khá mạnh).[34]
- 25 tháng 1: Adıyaman,  Thổ Nhĩ Kỳ; cách Sincik 16 km về phía Tây Tây Bắc, cường độ 5.0 Mw , tâm chấn độ sâu khoảng 10 km, MMI VII (Rất mạnh).[35] Dư chấn Động đất Thổ Nhĩ Kỳ–Syria 2023. Một ngôi nhà bị sập và nhiều ngôi nhà khác bị hư hại. 1 người bị thương.[36][37][38]
- 27 tháng 1: Santa Rosa,  Guatemala; cách Taxisco 7 km về phía Tây Bắc, cường độ 6.1 Mw , tâm chấn độ sâu khoảng 108 km, MMI V (Khá mạnh). 3 người bị thương.[39][40]
- 28 tháng 1: Bang Acre,  Brasil; cách Tarauacá 66 km về phía Tây, cường độ 6.5 Mw , tâm chấn độ sâu khoảng 609,5 km, MMI II (Yếu).[41]

### Tháng 2
- 1 tháng 2: Hạ Áo,  Áo; cách Schottwien 2 km về phía Đông Đông Nam, cường độ 4.0 Mw , tâm chấn độ sâu khoảng 5 km, MMI V (Khá mạnh).[42] Hơn 100 công trình bị hư hại nhẹ.[43]
- 12 tháng 2: Quần đảo Kazan,  Nhật Bản; cường độ 6.1 Mw , tâm chấn độ sâu khoảng 249,8 km, MMI I (Không cảm nhận được) và JMA 1.[44][45]

### Tháng 3
- 24 tháng 3: Đông Sepik,  Papua New Guinea; Động đất Đông Sepik 2024: cường độ 6.9 Mw , tâm chấn độ sâu khoảng 40,2 km.[46][47]

### Tháng 4
- 3 tháng 4:  Đài Loan; Động đất Hoa Liên 2024: cường độ cường độ 7.4 Mw , tâm chấn độ sâu khoảng 34,8 km.
- 17 tháng 4:  Nhật Bản; Động đất Ehime 2024: có cường độ 6.6 Mw , tâm chấn độ sâu khoảng 39 km.[48]

### Tháng 6
- 18 tháng 6: Động đất Kashmar 2024[49]
- 28 tháng 6: Động đất Arequipa 2024[50]

### Tháng 8
- 8 tháng 8: Động đất Biển Hyūga 2024[51]

### Tháng 9
- 18 tháng 9: Động đất Tây Java 2024[52]

### Tháng 12
- 17 tháng 12: Động đất Port Vila 2024[53]